# Плиска (приток Оки)
Плиска (устар. Плисна, устар. Плесна, устар. Плєснѧ) — река в России, протекает по Белёвскому району Тульской области. Левый приток Оки.

## География
Река Плиска берёт начало у деревни Борково. Течёт на восток, минуя Алтухово и Артёмовку. Устье реки находится в 1278 км по левому берегу реки Ока.
Длина реки составляет 12 км. Сезонно река пересыхает.
В бассейне Плиски также расположено село Ключниково. Ранее вблизи устья на левом берегу располагалось село Бедринцы.

## Данные водного реестра
По данным государственного водного реестра России относится к Окскому бассейновому округу, водохозяйственный участок реки — Ока от города Орёл до города Белёв, речной подбассейн реки — бассейны притоков Оки до впадения Мокши. Речной бассейн реки — Ока.
Код объекта в государственном водном реестре — 09010100212110000018711.